# Harpo
Jan Torsten Svensson, znany jako Harpo (ur. 5 kwietnia 1950) – szwedzki piosenkarz pop i autor piosenek. Był popularny w Europie w latach 70. XX wieku i jest znany ze światowych hitów „Moviestar” (1975) i „Horoscope” (1976). Pozostaje popularny w Niemczech.

## Kariera muzyczna
Pseudonim artystyczny Jana Svenssona, Harpo, jest ukłonem w stronę amerykańskiego komika Harpo Marxa z The Marx Brothers. Od 16 do 18 roku życia uczęszczał do szkoły teatralnej Calle Flygare. Harpo rozpoczął karierę pod koniec lat 60. jako aktor teatru dziecięcego. Podczas tournée po Szwecji zaczął pisać piosenki. W 1972 roku podpisał kontrakt płytowy ze Stigiem Andersonem w Polar Music. Anderson przydzielił go do wewnętrznych producentów płytowych, Benny'ego Anderssona i Björna Ulvaeusa z grupy ABBA.
Plan był taki, że Andersson i Ulvaeus będą pracować z Harpo nad albumem z piosenkami dla dzieci w języku szwedzkim. Współpraca nie udała się i Anderson zwolnił Harpo z kontraktu. Następnie Harpo podpisał kontrakt z EMI i nawiązał współpracę z producentem Bengtem Palmersem.
Sam pisze swoje piosenki. Harpo wydał swoje pierwsze dwa single w 1973 roku – „Honolulu” i „Sayonara”. Oba były hitami i dotarły do pierwszej dziesiątki na liście Tio-i-topp. „Sayonara” zajmowała pierwsze miejsce przez pięć kolejnych tygodni w okresie od stycznia do lutego 1974 r.
27 lutego 1975 roku Harpo nagrał piosenkę, dzięki której stał się najbardziej znany – „Moviestar”. Jedną z wokalistek wspierających podczas tej sesji była Anni-Frid Lyngstad (Frida) z zespołu ABBA. Frida zaśpiewała też w chórkach w piosence „Pin Up Girl” na drugim albumie Harpo – Harpo & Bananaband.
Piosenka „Moviestar” została przebojem. Osiągnąła numer 1 w Szwecji, Norwegii, Austrii, Szwajcarii i Niemczech Zachodnich, numer 3 w Australii, numer 9 w Nowej Zelandii, numer 13 w Irlandii i numer 24 w Wielkiej Brytanii. W Szwecji wydano również szwedzką wersję językową, która zajęła pierwsze miejsce na radiowej liście przebojów Svensktoppen. Harpo występował w programach radiowych i telewizyjnych w krajach Europy.
Później piosenkarz wydał dalsze single, w szczególności „Motorcycle Mama” (numer 9 w Niemczech) i „Horoscope” (numer 1 w Danii i numer 3 w Niemczech). W 1977 roku Harpo udał się do Los Angeles wraz z żoną i producentem Bengtem Palmersem. Rezultatem był album The Hollywood Tapes, który dał początek przebojowi „Television”. Również w 1977 roku Harpo pojawił się w wiadomościach, kiedy odmówił odbycia służby wojskowej. W rezultacie trafił na miesiąc do więzienia[potrzebny przypis].
W 1978 roku Harpo powrócił do piosenek, nad którymi pierwotnie miał pracować z Anderssonem i Ulvaeusem w 1972 roku. Powstał wtedy album dla dzieci Jan Banan och hans flygande matta. Następnie wydał album ze swoimi ulubionymi piosenkami rock and rolla. Produkcje nagrano w języku szwedzkim.
W sierpniu 1980 roku Harpo miał wypadek. Oprócz tego, że jest muzykiem, jest trenerem koni, a jeden z jego koni, Starter, kilka razy kopnął piosenkarza w twarz. Obrażenia były poważne, Harpo stracił węch i wzrok w jednym oku[potrzebny przypis].
Kontynuował nagrywanie przez lata 80. i na początku lat 90. W 1985 roku wyprodukował kilka szwedzkich grup, w tym Shanghai, Suzzies Orkester i +1. W 1987 roku założył własną wytwórnię płytową Igloo Records.